# Anthrax bigradata
Anthrax bigradata är en tvåvingeart som först beskrevs av Friedrich Hermann Loew 1869.  Anthrax bigradata ingår i släktet Anthrax och familjen svävflugor. Inga underarter finns listade i Catalogue of Life.